# Kawedusan (Ponggok)
Kawedusan is een bestuurslaag in het regentschap Blitar van de provincie Oost-Java, Indonesië. Kawedusan telt 3870 inwoners (volkstelling 2010).